# Vlastislav Ouroda
Vlastislav Ouroda (18. dubna 1967, Třebíč – 17. prosince 2024) byl český kastelán, památkář a manažer.  

## Biografie
Vlastislav Ouroda se narodil v roce 1967 v Třebíči, vystudoval Gymnázium v Moravských Budějovicích a následně v letech 1985–1989 absolvoval Vysokou školu báňskou v Ostravě, v roce 2009 pak získal doktorát na Fakultě architektury ČVUT v Praze v oboru Dějiny architektury a rekonstrukce památek. V roce 1991 nastoupil na pozici kastelána na zámek ve Velkém Březně, v roce 1992 začal pracovat jako památkář na Okresním úřadě v Prachaticích, od roku 1995 pak pracoval jako referent oddělení architektury v Památkovém ústavu v Českých Budějovicích, od roku 1999 pak začal vést nově vzniklé Oddělení památkových průzkumů a monitoringu památek UNESCO také pod NPÚ. V roce 2007 nastoupil na pozici náměstka sekce památkové péče NPÚ v Českých Budějovicích. V roce 2013 se stal ředitelem pobočky NPÚ v Českých Budějovicích, v roce 2015 po jeho odchodu do Prahy jej nahradil Daniel Šnejd.
V roce 2015 se stal náměstkem pro řízení sekce kulturního dědictví Ministerstva kultury České republiky, posléze přešel i do pozice vrchního ředitele téže sekce. Mezi lety 2015 a 2024 byl vicepresidentem Českého národního komitétu ICOMOS, působil také jako reprezentant Česka v komitétu CIVVIH (Mezinárodní komitét pro historická města a vesnice) při ICOMOS.
Zemřel po dlouhé nemoci dne 17. prosince 2024, byl dlouholetým členem KDU-ČSL.

## Ocenění
- Cena Ministerstva kultury za památkovou péči in memoriam. Udělena ministrem kultury Martinem Baxou dne 15.4.2025.[7]